# Jeremy Sivits
Jeremy C. Sivits, né le 21 janvier 1979 et mort le 16 janvier 2022, est un réserviste de l'Armée américaine.
Il est l'un des soldats inculpés et condamnés par l'Armée américaine, en relation avec le scandale d'Abou Ghraib (2003-2004) à Bagdad, en Irak, pendant et après l'opération Libération irakienne. En 2018, il exprime des regrets par rapport à ses actions, déclarant s'être « détesté lui-même pour les mauvais traitements d'Abou Ghraib ».

## Crédits
- (en) Cet article est partiellement ou en totalité issu de l’article de Wikipédia en anglais intitulé « Jeremy Sivits » (voir la liste des auteurs).